# Robert Gaillard
Robert Gaillard (Adrian, 14 novembre 1868 – Glendale, 24 settembre 1941) è stato un attore, regista e scrittore statunitense.
Iniziò la sua carriera negli anni dieci del Novecento alla Vitagraph, dove collaborò alla regia con Maurice Costello, noto attore e regista della casa di produzione. Come attore, Gaillard girò oltre centosettanta film e, tra il 1910 e il 1915, diresse trentaquattro pellicole. Il suo nome appare anche in tre film basati su suoi lavori.

## Filmografia

### Attore
- The Plot That Failed, regia di Van Dyke Brooke – cortometraggio (1909)
- The Power of the Press, regia di Van Dyke Brooke – cortometraggio (1909)
- An Aching Void – cortometraggio (1911)
- A Republican Marriage – cortometraggio (1911)
- The Leading Lady, regia di Ned Finley – cortometraggio (1911)
- The Spirit of the Light; or, Love Watches on Through the Years, regia di Charles Kent (1911)
- Barriers Burned Away (1911)
- In Northern Forests (1911)
- On a Tramp Steamer (1911)
- The Bell of Justice (1911)
- My Old Dutch, regia di George D. Baker (1911)
- A Friendly Marriage, regia di Van Dyke Brooke (1911)
- Foraging (1911)
- The Ninety and Nine, regia di Ralph Ince (1911)
- The Fighting Schoolmaster (1911)
- Lady Godiva, regia di J. Stuart Blackton (1911)
- Kitty and the Cowboys, regia di Frederick A. Thomson (1911)
- Arbutus, regia di Charles Kent (1911)
- Heroes of the Mutiny, regia di William V. Ranous – cortometraggio (1911)
- Wisteria Memories, regia di Edwin R. Phillips (1911)
- An Innocent Burglar, regia di Van Dyke Brooke (1911)
- The Voiceless Message, regia di William V. Ranous (1911)
- Saving the Special, regia di William V. Ranous (1911)
- A Slight Mistake, regia di William Humphrey (1911)
- Vanity Fair, regia di Charles Kent (1911)
- Some Good in All, regia di Maurice Costello, Robert Gaillard (1911)
- A Doubly Desired Orphan (1911)
- A Red Cross Martyr; or, On the Firing Lines of Tripoli, regia di Laurence Trimble (1912)
- Tom Tilling's Baby (1912)
- The Blind Miner (1912)
- A Timely Rescue (1912)
- The Chocolate Revolver (1912)
- The Hobo's Redemption (1912)
- A Mother's Devotion; or, The Firing of the Patchwork Quilt (1912)
- Cardinal Wolsey, regia di J. Stuart Blackton e Laurence Trimble (1912)
- The Black Wall (1912)
- Il settimo figlio (The Seventh Son), regia di Hal Reid (1912)
- Burnt Cork (1912)
- At Scrogginses' Corner, regia di Hal Reid (1912)
- The Woman Haters, regia di Hal Reid (1912)
- The Old Kent Road, regia di Van Dyke Brooke e Maurice Costello (1912)
- The Red Ink Tragedy (1912)
- The Cylinder's Secret (1912)
- Lincoln's Gettysburg Address, regia di James Stuart Blackton e James Young (1912)
- Conscience, regia di Van Dyke Brooke, Maurice Costello (1912)
- Rock of Ages (1912)
- The Barrier That Was Burned (1912)
- The Light of St. Bernard, regia di Albert W. Hale (1912)
- The Adventure of the Retired Army Colonel, regia di Van Dyke Brooke (1912)
- Vultures and Doves (1912)
- Flirt or Heroine, regia di Van Dyke Brooke (1912)
- Written in the Sand, regia di Charles L. Gaskill (1912)
- Captain Barnacle's Legacy, regia di Van Dyke Brooke (1912)
- She Cried, regia di Albert W. Hale (1912)
- As You Like It, regia di James Stuart Blackton, Charles Kent e James Young (1912)
- Every Inch a Man, regia di William Humphrey (1912)
- An Elephant on Their Hands, regia di Frederick A. Thomson (1912)
- In the Furnace Fire, regia di Frederick A. Thomson (1912)
- On the Line of Peril (1912)
- In the Garden Fair, regia di Frederick A. Thomson (1912)
- The Drop of Blood, regia di Frederick A. Thomson – cortometraggio (1913)
- The Lion's Bride, regia di Frederick A. Thomson (1913)
- The Artist's Great Madonna, regia di Van Dyke Brooke (1913)
- The Plot, regia di Maurice Costello e Robert Gaillard (1914)
- Phantom Fortunes, regia di Paul Scardon (1916)
- Hesper of the Mountains, regia di Wilfrid North (1916)
- Fathers of Men, regia di William Humphrey (1916)
- The Alibi, regia di Paul Scardon (1916)
- The Darkest Hour, regia di Paul Scardon (1919)
- The Birth of a Soul, regia di Edwin L. Hollywood (1920)
- The Flaming Clue, regia di Edwin L. Hollywood (1920)
- Princess Jones, regia di Gustav von Seyffertitz (1921)

### Regista
- The Woman in Black, co-regia di Maurice Costello (1914)
- The Plot, co-regia di Maurice Costello (1914)